# Дэвис, Карл Уэйн
Карл Уэйн Дэвис (англ. Carl Wayne Davis; род. 16 ноября 1973 года) — американский боксёр-профессионал, выступавший в тяжёлой весовой категории. Рост — 193 см. Боевой вес — 105 кг. В бокс пришёл из футбола. Наиболее весомое достижение в любительской карьере — победа на престижном турнире «Золотые перчатки» в Чикаго, за годы своего существования снискавшего статус своеобразного пропускного пункта в профессиональный бокс. В крупных международных турнирах не участвовал.

## Профессиональная карьера
На профессиональном ринге Дэвис дебютировал 25 апреля 2003 года в возрасте 29 лет, все бои провёл в США. Главными козырями Карла являлись его физическая сила и мощный нокаутирующий удар справа. Однако скомпенсировать этими качествами нехватку скорости и явные пробелы в технике американскому тяжеловесу удавалось далеко не во всех своих профессиональных боях.

### 2003 год
Дебют у Дэвиса вышел на славу — своего первого соперника он отправил в нокаут на 38-й секунде первого раунда.
Однако уже во втором бою Карла ждало нелегкое испытание. Противостоявший ему 10 июля на ринге чикагской «Оллстейт Арены» белорус Сергей Дычков, призёр чемпионатов мира и Европы среди любителей, имел в своем активе девять профессиональных поединков, из которых проиграл лишь один — стремительно набиравшему в то время ход перспективному бойцу Майку Молло. Дэвис выдержал экзамен, победив по очкам в четырёхраундовом бою, причём во многом вследствие большей внешней эффектности наносимых им ударов. Команда Дычкова и сам Сергей, сочтя судейский вердикт по итогам поединка весьма сомнительным, настояли на проведении матча-реванша. Менее чем через два месяца, 5 сентября, боксёры вновь сошлись в прямоугольнике ринга. На этот раз вопросов при определении победителя не могло возникнуть в принципе — во втором раунде Дэвис уверенно «добил» оппонента, обеспечив белорусскому бойцу первый нокаут (пусть и технический) в его карьере.

### 2004 год
В 2004 году Дэвис рассчитывал на значительное увеличение числа побед в своем послужном списке. 6 февраля он уверенно нокаутировал в первом раунде «проходного» оппонента, и менее чем через месяц собирался сделать то же самое с 37-летним Ламаром Стефенсом, имевшим в активе лишь один профессиональный бой. Однако опытный Стефенс, как выяснилось, бил ничуть не слабее Дэвиса, а в защитных действиях и умении держать удар и вовсе смотрелся явно выгоднее. В итоге в третьем раунде измотанный собственными промахами и попаданиями соперника Карл оказался неспособным продолжать поединок, проиграв техническим нокаутом. До конца года Дэвис постарался реабилитироваться и выиграл два боя, но уровень его оппозиции в данных противостояниях был откровенно низок.

### 2005—2006 год
Свой статус перспективного боксёра, способного в будущем добиться серьёзных успехов, Карл поставил на кон 7 апреля 2005 года, будучи готовым доказать случайность поражения от Стефенса в поединке с обладателем безупречного послужного списка соотечественником Трэвисом Уокером. Но уровень боксёрского мастерства последнего оказался выше, и это обернулось для Дэвиса крупными неприятностями в ринге. Карл проиграл по очкам единогласным решением судей в шестираундовом бою, что, по существу, лишало его всяческих перспектив на успешное развитие карьеры. Да и сам Дэвис отнюдь не торопился доказывать свою боксёрскую профессиональную пригодность. Победив в июне 2005-го очередного невразумительного соперника, он не появлялся в ринге на протяжении всего следующего года.

### 2007 год
Победив в феврале нокаутом в первом раунде малоизвестного безударного нигерийца Инночента Отукву, Дэвис добился права на очередной бой с довольно крепким оппонентом. Соперником Карла стал Зак Пэйдж, боксёр, дравшийся на протяжении своей карьеры как в тяжёлой весовой категории, так и в первом тяжёлом весе и побеждавший на ринге известных мастеров Джереми Бэйтса и Лу Дель Валле. Дэвису предстоял поединок с достаточно быстрым, подвижным и неплохо технически оснащенным соперником. 11 мая 2007 года Карл наглядно доказал, что способен прогрессировать. Он отказался от ставки на акцентированный мощный удар, став более разнообразным в атаке, прибавил в искусстве передвижения по рингу и оказался готовым к затяжному бою. По итогам десяти раундов трио судей отдало свои голоса Дэвису, сумевшему перебоксировать, переиграть считавшегося более подкованным в техническом плане Пэйджа.

### 2008 год
Победа над Пэйджем принесла Карлу контракт со всемирно известным американским промоутером Доном Кингом. На хорошем эмоциональном фоне Дэвис уверенно разобрался в марте с Джермелом Барнсом; его (Дэвиса) все чаще называли одним из главных претендентов на поединок с собиравшимся вернуться на ринг опытнейшим нокаутером Шэнноном Бриггсом, однако тот откровенно не спешил с возвращением. В итоге терпеливо ожидавший соперника Карл возобновил выступления лишь в сентябре, успев до конца года нокаутировать двух откровенно уступавших ему в классе соотечественников — Уэйда Льюиса и Уолласа МакДаниэла.
В июне 2013 года проиграл нокаутом в первом раунде не имеющему поражений мексиканскому боксёру, Энди Руису.